# رينتينا (كارديتسا)
رينتينا (Ρεντίνα) هي مدينة في كارديتسا في مقاطعة فوريا إلادا في اليونان.